# Naruto the Movie: Guardians of the Crescent Moon Kingdom
Naruto the Movie: Guardians of the Crescent Moon Kingdom (яп. 劇場版 NARUTO -ナルト- 大興奮!みかづき島のアニマル騒動だってばよ, Ґекіджьōбан Наруто: Дай кōфун! Мікадзукі-джіма но анімару панікку даттебайо!, Наруто: Грандіозний переполох! Паніка тварин на острові Півмісяця!) — це анімаційний фільм заснований на манґа й аніме медіафраншизі японського манґакі Масаші Кішімото. Є третім за номером і останнім у рамках першої частини серії перед випуском фільму Naruto Shippuden the Movie, який належав до другої частини. Був анонсований 6 серпня 2005 року під час релізу Naruto the Movie: Legend of the Stone of Gelel. Відповідно інформації сайту TV Tokyo фільм вийшов на DVD в Японії 25 квітня 2007 року. Кадри з фільму показувалися під час вступних заставок і титрів зі 197 по 199 епізоди аніме. Реліз у Сполучених Штатах відбувся в етері телеканалу Cartoon Network 8 листопада 2008 року, а також на DVD 11 листопада 2008 року.
Головну пісню фільму «Tsubomi» виконав гурт MARIA. Перші глядачі, що подивились фільм в певних кінотеатрах мали можливість отримати йо-йо із зображенням Наруто і Расенґана.

## Сюжет
Наруто Удзумакі, Какаші Хатаке, Сакура Харуно і Рок Лі були призначені захищати принца Хікару Цукі та його батька Мічіру.
Під час подорожі до багатої й квітучої землі Країни Місяця, яка розташується на острові у формі півмісяця, група прибуває до цирку і купляє його, Хікару стає другом рідкісного шаблезубого тигра Чаму. Після зустрічі з Амайо, колишньою дружиною Мічіру, Наруто рятує Хікару і Чаму від шторму. Група прибуває на острів, але виявляється, що за час їх відсутності відбувся державний переворот на чолі з самопроголошеним королем Шабадабой. Рок Лі слідує за кланом Іґа Боуґа і вивчає нове джюцу. Кореґа допомагає групі врятуватися з замку до печери, де вони сумують за Какеру, загиблим дідом Хікару. На березі група стикається з трьома помічниками Шабадаби, які викрадають і повертають Мічіру назад до замку, щоб стратити, у своєї розмові Шабадаба оголошує себе самою заможною людиною острова. Група використовує цирк для проникнення в замок і боротьби з безліччю солдат, що його охороняють. Поки Сакура та Лі перемагають Конґō та Каренбану, Наруто та Хікару рятують Мічіру від загибелі. Наруто використовує Півмісячний Расенґан і перемагає Ішідате після того, як той перетворює Шабадабу на камінь.
Мічіру стає новим королем острова, а Наруто, Какаші, Сакура та Лі повертаються додому.

## Актори
| Персонаж        | Японський актор(ка) | Англійський актор(ка) |
| --------------- | ------------------- | --------------------- |
| Наруто Удзумакі | Дзюнко Такеуті      | Мейл Фленаган         |
| Сакура Харуно   | Чіе Накамура        | Кейт Хіггінс          |
| Рок Лі          | Йōічі Масукава      | Браян Донован         |
| Какаші Хатаке   | Кадзухіко Іноуе     | Дейв Віттенберг       |
| Хікару Цукі     | Кьōсуке Ікеда       | Карі Валгрен          |
| Мічіру Цукі     | Акіо Ōцука          | Майкл Соріч           |
| Кореґа          | Кенджі Хамада       | Кірк Торнтон          |
| Амайо           | Маріка Хаяші        | Бріджит Гофман        |
| Шабадаба        | Умеджі Сасакі       | Терренс Стоун         |
| Ішідате         | Масаші Суґавара     | Крістофер Корі Сміт   |
| Конґō           | Хісао Еґава         | Кіт Сільверстейн      |
| Каренбана       | Харухі Терада       | Сінді Робінзон        |
| Какеру Цукі     | Рокуро Ная          | Майкл Форест          |